# 제천교통
제천교통은 충청북도 제천시의 시내버스 운수 업체이며, 주 차고지는 제천시 내토로 889 (장락동 456-12)에 위치하고 있다. 1979년 친선버스(현 친선고속)에서 분리 독립해서 설립한 회사이자 제천운수에 이어 두 번째로 설립된 회사이다.

## 주요 연혁
- 1979년 7월 3일: 친선버스(현 친선고속)에서 분리독립하여 설립하였다.

## 현황
전국버스공제조합에서 주관한 100일 무사고운동에 참여하여 받은 100일 무사고 시상금을 독거노인에게 전달한 데 이어 제천교통 봉사대를 비롯해서 일부 단체들이 쌀 20kg 1포와 설탕, 라면, 통조림, 세탁세제, 샴푸, 린스, 로션, 칫솔, 플라스틱 용기, 고무장갑, 무릎담요 등으로 알차게 꾸려진 2011 아름다운나눔보따리가 1월 30일 소년소녀가장에게 배달되기도 하였다.

## 운행 노선
제천운수와 격일제로 시내노선과 시외노선을 번갈아 가면서 운행하고 있다.

## 행선지표지판
제천운수 제작 행선지표지판에 비해 시인성이 다소 떨어진다는 단점을 낳고 있다. 이는 A4용지 한 장에 기종점, 노선번호, 중간 경유지 등이 다 표기되어 코팅하는 방식이기 때문이다. 제천운수에서도 이러한 방식의 행선지표지판이 사용되었으나 여러 가지 문제점이 표출되자 이를 개선하여 행선지표지판을 2005년 하반기에 변경하였다. 2010년 6월 26일부터 2011년 6월 30일까지 모든 시내버스의 전면과 측면 행선지표지판을 현행 방식에서 LED전광판으로 교체하였으며 향후 후면에도 LED전광판을 설치할 계획이다.

## 운행 차량
- 현대 카운티 뉴 브리즈
- 현대 그린시티
- 우진산전 아폴로 1100

## 갤러리

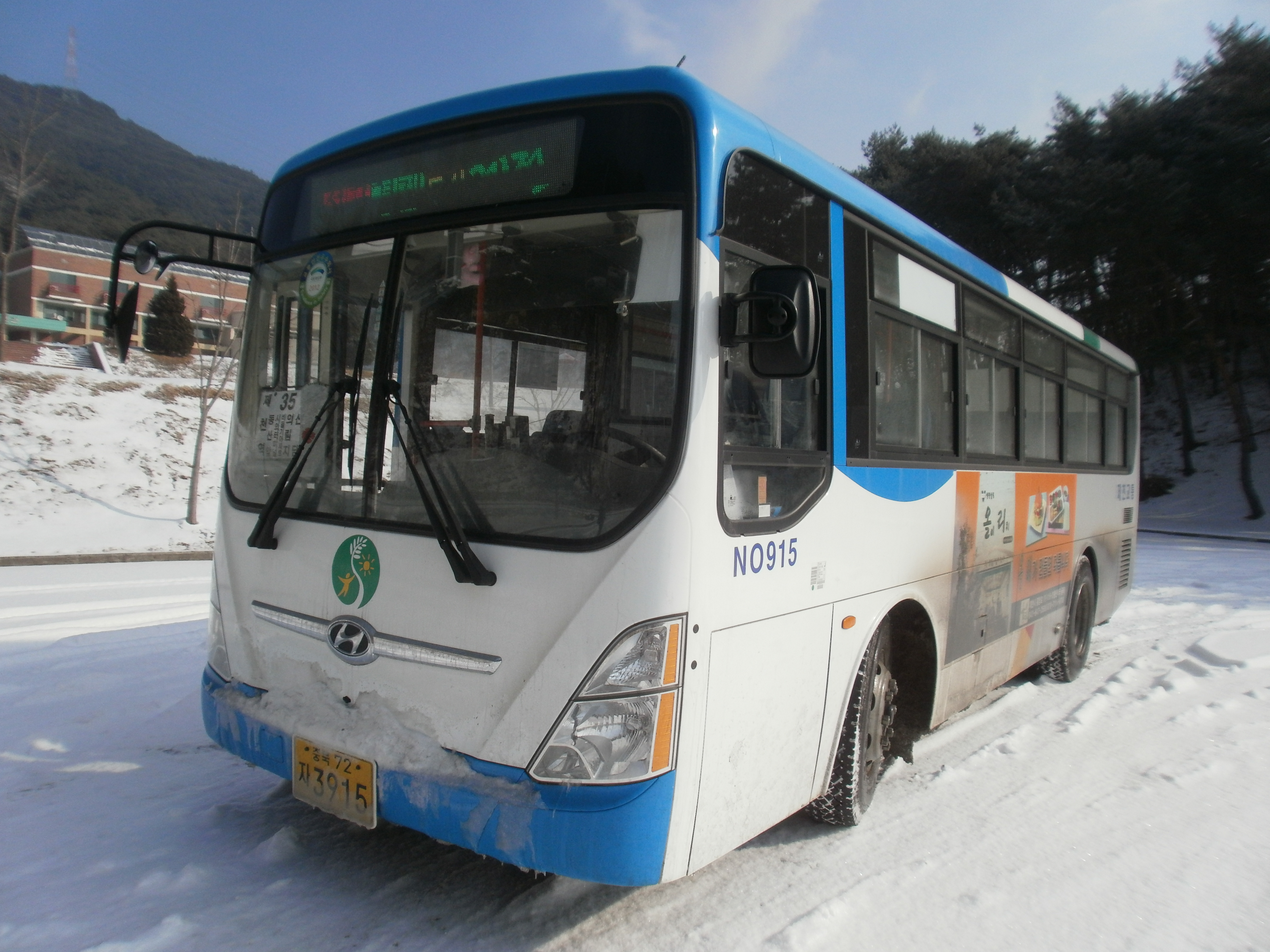
제천시내버스 35번
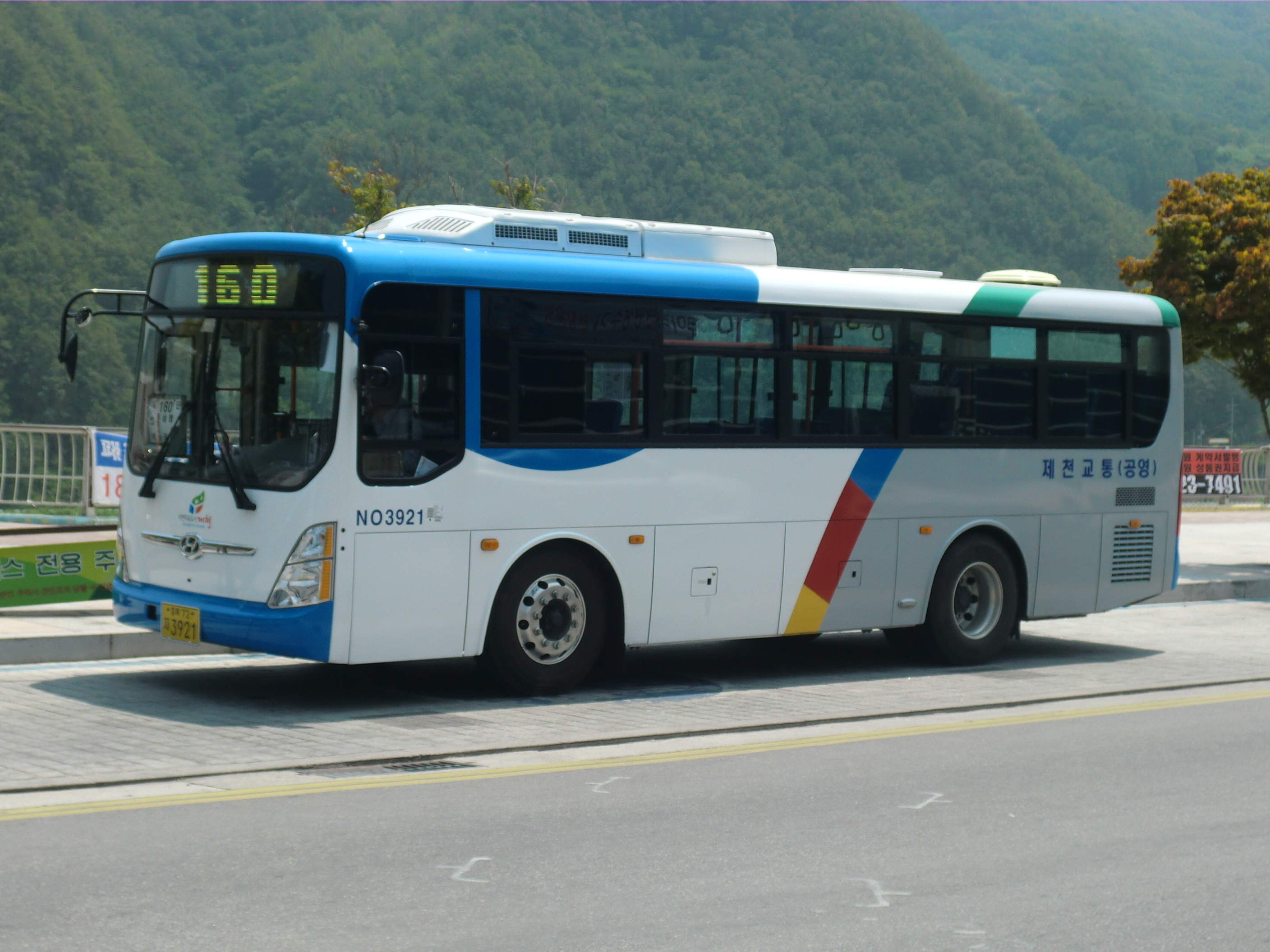
제천시내버스 160번
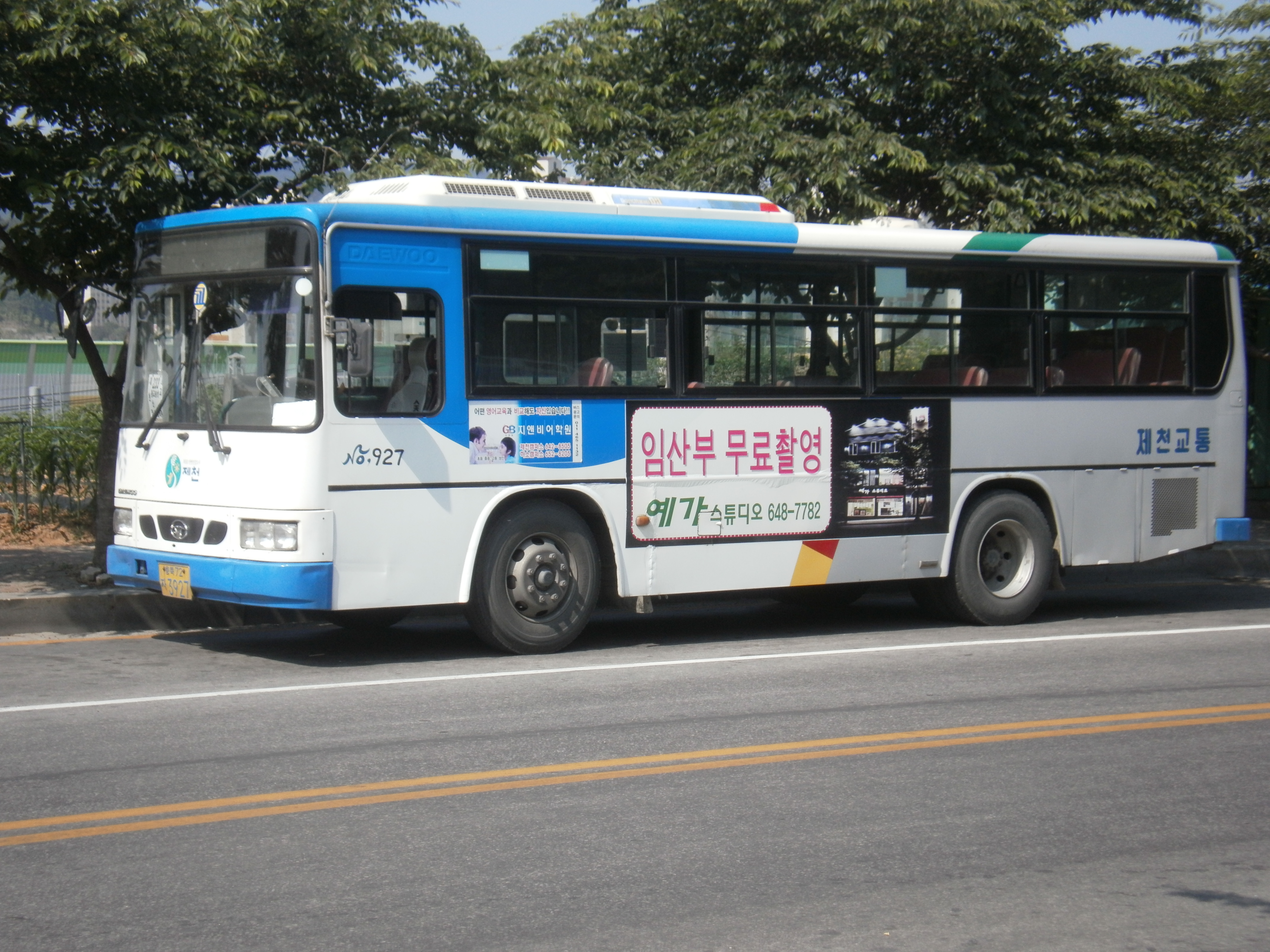
제천시내버스 233번